# Neo4J
Neo4J là hệ quản trị cơ sở dữ liệu đồ thị được giới thiệu đầu tiên vào năm 2007 và công bố phiên bản 1.0 vào năm 2010. Neo4J là một trong những hệ quản trị cơ sở dữ liệu đồ thị được sử dụng nhiều nhất.
Nếu như cơ sở dữ liệu quan hệ như SQLServer, MySQL, Oracle để mô tả một đối tượng như MonHoc (subject) và các đặc điểm của đối tượng (properties) thì chúng mô tả bằng một bảng dữ liệu gồm nhiều cột với tên bảng là tên của đối tượng, các cột trong bảng mô tả đặc điểm của đối tượng. Mối quan hệ giữa các đối tượng được xây dựng bằng cách ghi nhận thông tin của thực thể cha vào thực thể con, ví dụ như như muốn xác định môn học nào là môn điều kiện của môn học hiện tại thì chúng ta cần lưu thông tin về id của môn học điều kiện vào môn học hiện tại.